# Włodzimierz Bobrownicki
Włodzimierz Marian Tadeusz Bobrownicki (ur. 16 września 1892 we Lwowie, zm. 14 grudnia 1980 we Wrocławiu) – polski chemik technolog. Opracował nową metodę produkcji supertomasyny.

## Życiorys
Urodził się w rodzinie Augusta Bobrownickiego h. Doliwa (dr. praw UJ, urzędnik bankowy), i Cecylia z Postruskich (zm. 1925). Po ukończeniu IV gimnazjum humanistycznego we Lwowie podjął studia na Wydziale Chemicznym Politechniki w Monachium, uzyskując w sierpniu 1916 tytuł dyplomowanego inżyniera chemika. Po studiach otrzymał nominację na asystenta przy Katedrze Chemii Organicznej Politechniki Gdańskiej. W czasie I wojny światowej został wcielony do armii austriackiej i trafił na front włoski. Brał udział w obronie Lwowa. W latach 1918–1920 żołnierz Błękitnej Armii, z którą po zakończeniu działań wojennych wrócił do Polski w stopniu porucznika. Po zdemobilizowaniu w 1921 objął stanowisko starszego asystenta przy Katedrze Technologii Chemicznej Nieorganicznej i Elektrochemii Technicznej Politechniki Lwowskiej. Równocześnie współpracował z Instytutem Badań Naukowych i Technicznych „Metan” we Lwowie, gdzie brał udział w kierowanych przez prof. Ignacego Mościckiego pracach badawczych nad problemem wydzielania gazoliny z gazu ziemnego. Od lipca 1922 do września 1939 pracował w Państwowej Fabryce Związków Azotowych w Chorzowie na stanowisku asystenta ruchu fabrycznego, asystenta centralnego laboratorium fabryki, jego kierownika i szefa Wydziału Chemicznego.
Podczas okupacji niemieckiej mieszkał w Warszawie, gdzie prowadził wraz ze wspólnikiem dom handlowy. W latach 1940–1944 działał też w konspiracji zbierając i opracowując dane o przemyśle niemieckim, które były przekazywane Rządowi Polskiemu w Londynie.
Po wyzwoleniu wrócił do Zakładów Azotowych w Chorzowie, gdzie w lutym 1945 objął stanowisko naczelnego dyrektora. Następnie przeniósł się do Gliwic, gdzie 1 lipca 1945 został mianowany dyrektorem generalnym Zjednoczenia Przemysłu Nawozów Sztucznych i Gazów Przemysłowych (zdjęty ze stanowiska 1 września 1949). Był też członkiem Komisji Rewindykacyjnej upoważnionej do poszukiwań maszyn i urządzeń polskiego przemysłu chemicznego wywiezionych przez Niemców z terenu Polski. W listopadzie 1946 objął kierownictwo Katedry Technologii Nieorganicznej Uniwersytetu i Politechniki we Wrocławiu. 
10 września 1948 uzyskał nominację na profesora nadzwyczajnego Politechniki Wrocławskiej, tytuł profesora zwyczajnego otrzymał w 1957. W roku 1953 został wyróżniony Nagrodą Państwową II stopnia za całokształt działalności naukowej w dziedzinie produkcji nawozów sztucznych. Od maja 1954 członek korespondent, od 1966 członek rzeczywisty PAN. W latach 1956–1978 kierownik Zakładu Fizykochemicznych Podstaw Technologii Instytutu Chemii Fizycznej PAN we Wrocławiu. W 1947 wchodził w skład Tymczasowego Komitetu Redakcyjnego „Przeglądu Chemicznego” - organu Stowarzyszenia Inżynierów i Techników Przemysłu Chemicznego w Polsce. W latach 1961–1978 redaktor naczelny czasopisma „Chemia Stosowana”. W 1979 członek Rady Redakcyjnej „Wiadomości Chemiczne”. Jego uczniem był m.in. Antoni Radliński.
Był kawalerem, zmarł bezpotomnie 14 grudnia 1980 we Wrocławiu. Pochowany na Cmentarzu św. Wawrzyńca we Wrocławiu.. W testamencie zapisał rodzinne pamiątki - obrazy, stare meble i starożytne egipskie kandelabry Zamkowi Królewskiemu na Wawelu

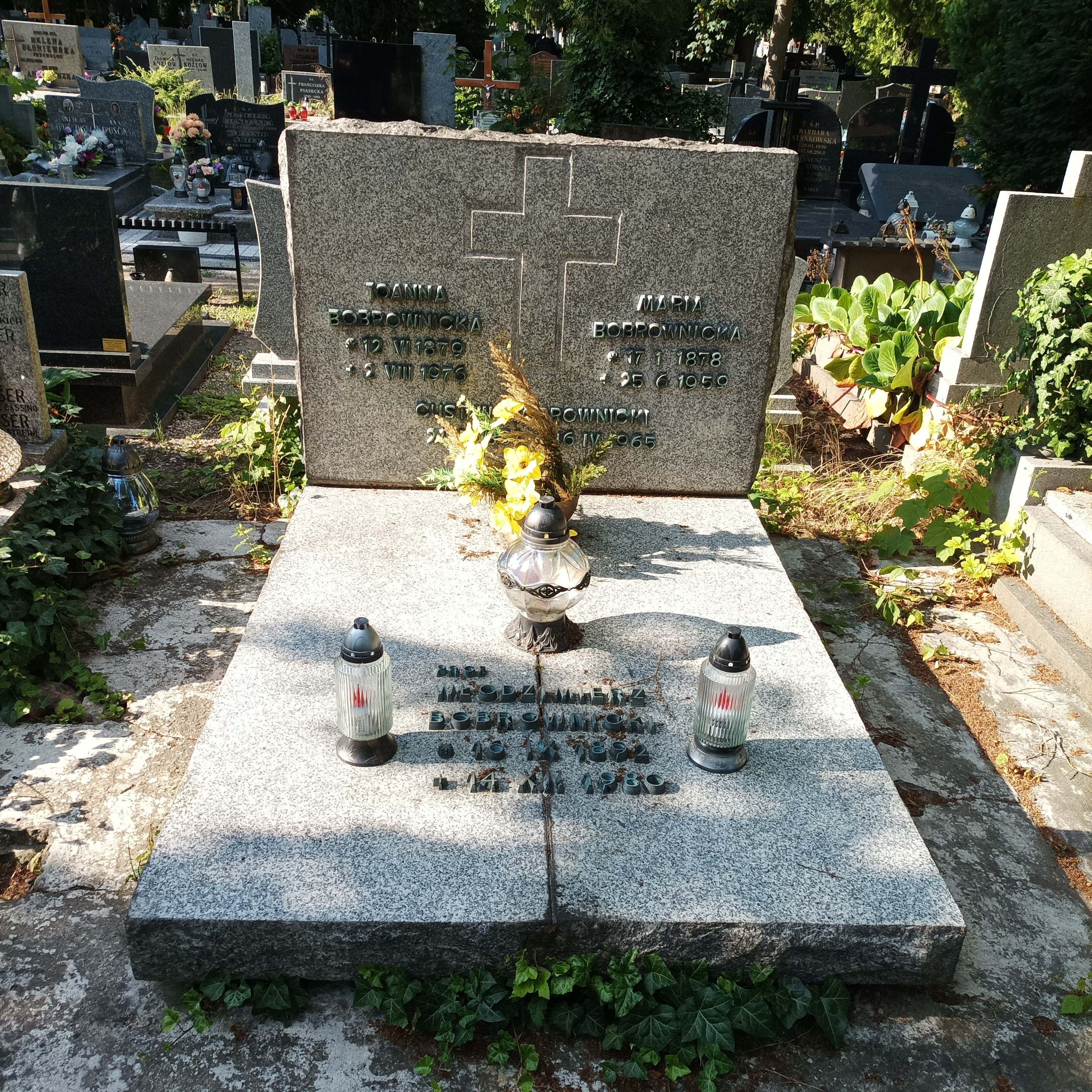
Grób prof. Włodzimierza Bobrownickiego na cmentarzu św. Wawrzyńca we Wrocławiu

## Publikacje
- O azotowaniu karbidu wapniowego (wraz z J. Kuszewskim), „Przemysł Chemiczny” 1923, nr 7, s. 204.
- O działaniu wodoru na cyjanamid wapniowy, „Przemysł Chemiczny” 1924, nr 1, s. 7–14.
- Dyfuzja amoniaku przez destylaty ropy naftowej i jej praktyczne znaczenie w zbiornikach gazu amoniakalnego, „Przemysł Chemiczny” 1926, nr 10, s. 126.
- Otrzymywanie wodoru przez rozkład pary wodnej na fosforze, „Przemysł Chemiczny” 1927, nr 10, s. 585.
- O niektórych najważniejszych nawozach mieszanych i kompletnych, „Przemysł Chemiczny” 1934, nr 11, s. 784.
- Zagadnienia sztucznych nawozów fosforowych i azotowych, Sprawozdanie Polskiego Kongresu Inżynierów we Lwowie 1936, cz. VI, s. 7.
- Aktualne zagadnienia produkcji kwasu azotowego, „Przemysł Chemiczny” 1937, nr 1.
- Zagadnienie przemysłu nawozów sztucznych w Polsce, „Przegląd Techniczny” 1946, nr 67, s. 189.
- Rozbudowa przemysłu nawozów sztucznych w programie 4-letnim, „Przemysł dla wsi”, 1946.
- Badania nad produkcją termofosfatów, „Przemysł Chemiczny” 1947, nr 26, s. 10.
- Fabryka kwasu siarkowego i cementu z anhydratu w Wolfen, „Przemysł Chemiczny” 1947, nr 3, s. 49–54.
- Rozvoj prumyslu umolych hnoiv w Polsku, „Chemicky Obzor” 1948, nr 23, s. 168.
- Zagadnienie rozwoju krajowego przemysłu azotowego (wraz z T. Stobieckim), „Przemysł Chemiczny” 1948, nr 6, s. 173.
- Państwowa Fabryka Supertomasyny, „Przemysł Chemiczny” 1949, nr 28, s. 168.
- Przemysł nawozowy w Polsce” (wraz z J. Kosowskim), „Przemysł Chemiczny” 1949, nr 28, s. 154.
- Atlas rysunków z technologii nieorganicznej, Wrocław 1951.
- Produkcja kwasu siarkowego z gipsu według metody Müller Kühne, „Przemysł Chemiczny” 1952, nr 5, s. 241–243.
- Zagadnienia przemysłu nawozów fosforowych, „Przemysł Chemiczny” 1952, nr 4, s. 163–165.
- Technologia związków azotowych, Warszawa 1955–1956.
- Termofosfaty magnezowo-krzemianowe III. Termofosfaty szkliste, „Przemysł Chemiczny” 1956, nr 12, s. 398.
- Badania nad wyjaśnieniem mechanizmu powstawania termofosfatów wapniowo-krzemianowych (wraz z T. Pieniążkiem), „Chemia Stosowana” Seria A 1965, t. 9, z. 1, s. 19–28.
- Technologia chemii nieorganicznej, Warszawa 1965.
- Badania nad termofosfatami szklistymi: 1. Rozpuszczalność apatytu w szkliwach. Badania rentgenograficzne i pod mikroskopem elektronowym. 2. Badania w podczerwieni (wraz z M. Szustakowskim), „Chemia Stosowana” Seria A 1967, t. 11, z. 1, s. 25–36.
- Badania nad wykorzystaniem ługów pokarnalitowych do produkcji tlenku magnezu, drogą elektrolizy (wraz z L. Wędzichą), „Zeszyty Naukowe Politechniki Wrocławskiej. Chemia” 1967, z. 17, s. 62.
- Technologia soli potasowych (wraz z T. Pieniążkiem), Warszawa 1969.
- Technologia związków azotowych (wraz z S. Pawlikowskim), Warszawa 1974.

## Ordery i odznaczenia
- Krzyż Komandorski Orderu Odrodzenia Polski (1962)
- Krzyż Oficerski Orderu Odrodzenia Polski (1956)
- Złoty Krzyż Zasługi (dwukrotnie: 9 listopada 1932[6], 25 czerwca 1946[7])
- Medal 10-lecia Polski Ludowej (14 stycznia 1955)[8]
- Medal za Wybitne Zasługi dla Rozwoju Politechniki Wrocławskiej (1970)[9]